# Lemba (Volk)
Die Lemba sind eine afrikanische Bantu-Ethnie, die im südlichen Afrika in den Staaten Simbabwe, Südafrika und Malawi lebt. Sie bekennen sich zum Judentum, Christentum oder zum Islam. Es gibt die Hypothese, dass sie direkte Nachfahren der Israeliten sind.

## Gesellschaft
Die Lemba bilden keine sozio-politische Einheit, sondern leben oft bei anderen Gruppen, wie den Shona, Venda oder Pedi, deren Sprachen sie auch sprechen.
Bei den Lemba steht die Herstellung von Handelswaren im Mittelpunkt, sie werden wegen ihrer Fertigkeit der Metallverarbeitung geschätzt. Demgegenüber spielen Anbau und Viehzucht nur eine untergeordnete Rolle. 
Sie sind traditionell endogam organisiert, das heißt, sie heirateten nur innerhalb der eigenen ethnischen Zugehörigkeit.

## Nahöstliche Abstammung
Einige Lemba-Gruppen führen sich auf arabische Abstammung zurück. Bereits in den 1930er Jahren wurde aufgrund von Bräuchen, Sagen und Clannamen ein arabischer Einfluss auf die Lemba angenommen.
Ein Teil der Lemba, vor allem die in Südafrika, sehen sich selbst als Juden an. Diese Hypothese wurde vor allem von Tudor Parfitt untersucht und verfochten. Ihre Vorfahren sollen demnach vor ca. 2700 Jahren Israel verlassen haben. Damals eroberten die Assyrer das israelische Nordreich. Als Unterstützung dieser These werden religiöse Praktiken der Lemba angesehen, die denen des Judentums entsprechen und eine Herkunft aus dem Nahen Osten nahelegen. Die Lemba essen kein Schweinefleisch, praktizieren die Beschneidung der Jungen, sie schächten ihr Vieh, die männlichen Lemba tragen eine Kippa und seit dem späten 20. Jahrhundert werden auf ihren Gräbern Davidsterne dargestellt. Allerdings sind die meisten dieser Bräuche nicht spezifisch jüdisch, sondern werden auch von muslimischen oder anderen afrikanischen Völkern praktiziert.
Nach ihrer Gründungslegende besaßen die Lemba ein tragbares Wanderheiligtum, das Ngoma Lugundu („Trommel der Ahnen“) genannt wird und das sie aus dem „Norden“ in ihre heutige Heimat geführt haben soll. Sie wird von Parfitt mit der Bundeslade der biblischen Israeliten verglichen. Im Gegensatz zur Bundeslade ist sie kein tragbarer Schrein, sondern ein tragbares, trommelähnliches Instrument. Sie war in der zweiten Hälfte des 20. Jahrhunderts mehrere Jahrzehnte verschollen, bis sie 2007 von Tudor Parfitt wiederentdeckt wurde. Ihr Alter wird auf ca. 700 Jahre geschätzt.

### Herkunftslegende
Die mündliche Überlieferung der Lemba berichtet von ihrer ursprünglichen Herkunft aus einer Stadt namens Senna. Parfitt vermutet, dass diese im heutigen Jemen liegen könnte. Es bestehen Ähnlichkeiten zwischen dem Namen Senna und dem Namen der jeminitischen Hauptstadt Sanaa. Außerdem gebe es in der Nähe von Sanaa einen Ort mit dem Namen Senna. Die dort lebenden muslimischen Einwohner besitzen ähnliche Nachnamen, wie sie bei den Lemba gebräuchlich sind. Historisch betrachtet gab es schon lange eine große jüdische Gemeinde im Jemen. Parfitt hält es für möglich, dass einige Vorfahren der Lemba von Senna aus als Kaufleute nach Afrika kamen und jüdischer Abstammung sind. Die Lemba wären dann Nachfahren von eingewanderten jüdischen Männern mit afrikanischen Frauen. Am Ende des 16. Jahrhunderts sollen sie von der Küste in das Landesinnere gewandert sein.

### Genetische Untersuchung
Die These der jüdischen Abstammung wurde seit Ende der 1990er Jahre mithilfe genetischer Tests untersucht. In den Jahren 1999 und 2000 ließ der britische Professor Tudor Parfitt eine DNA-Analyse genetischer Marker durchführen.
Dabei wurden DNA-Proben von Bantu (Afrika), Jemeniten und sephardischen und aschkenasischen Juden, einschließlich der Kohanim, der Nachfahren der jüdischen Priester, verglichen. Als Kohanim kamen nur die Nachfahren von Aaron in Betracht. Dabei stellte man eine große Ähnlichkeit zwischen dem Y-Chromosom des Clans der Buba der Lemba mit dem anderer Nachfahren der Kohanim fest. Das Y-Chromosom wird immer vom Vater auf den Sohn vererbt, und je ähnlicher es ist, desto näher ist ein gemeinsamer väterlicher Vorfahre. Der Buba-Clan ist einer der zwölf Clans der Lemba und gilt unter ihnen als der Clan der Priester.
Hingegen unterscheiden sich die Lemba in Hinsicht auf Blutgruppen und mitochondriale DNA (weibliche Erblinien) nicht von ihren afrikanischen Nachbarn. Jüngere Studien haben außerdem die genetische Verbindung mit den jüdischen Kohanim in Frage gestellt. Das betreffende Y-Chromosom ist der Haplogruppe J zugeordnet und wird als Cohen Modal Haplotype bezeichnet. Der untersuchte Cohen Modal Haplotype ist zwar bei den Kohanim häufig, aber auch sonst im Nahen Osten verbreitet und damit nicht geeignet, um eine jüdische Herkunft sicher nachzuweisen. Eine detailliertere Genuntersuchung hat dagegen festgestellt, dass die für die Kohanim typische Variante des Cohen Modal Haplotype bei den Lemba nicht vertreten ist.
Genetisch sind somit derzeit Einflüsse aus dem Nahen Osten in männlichen Erblinien der Lemba nachweisbar, die auf den arabischen Handel an der Ostküste Afrikas zurückgehen könnten.